# Sakuranbo
Singles de Ai Ōtsuka
Momo no Hanabira
(2003) Amaenbo
(2004)
Sakuranbo (さくらんぼ) est le 2e single de Ai Ōtsuka sorti sous le label Avex Trax le 17 décembre 2003 au Japon. Il atteint la 5e place du classement de l'Oricon, et reste classé pendant 103 semaines, pour un total de 527 674 exemplaires vendus. La version ~Encore Press~ qui sort le 30 mars 2005 et qui contient un livret intitulé Sakuranbo -Encore Press-, vend un total de 61 283 exemplaires. C'est son single le plus vendu à ce jour.
Sakuranbo a été utilisé comme thème d'ouverture pour l'émission UNDERCOUNTDOWN TV, et comme thème de fin pour l'émission Mecha2 Iketeruu!. Sakuranbo se trouve sur 2 compilations, Ai am BEST et Love Is Best, et sur l'album Love Punch.

## Liste des titres
| 1. | Sakuranbo (さくらんぼ)                                               | 3:56 |
| 2. | Kaerimichi (帰り道)                                                  | 5:03 |
| 3. | Momo no Hanabira (Studio Live ver.) (桃ノ花ビラ スタジオライブ ver.) | 3:59 |
| 4. | Sakuranbo (instrumental) (さくらんぼ)                                | 3:56 |
| 5. | Kaerimichi (instrumental) (帰り道)                                   | 5:01 |

| 1. | Sakuranbo (さくらんぼ) |  |

### Interprétations à la télévision
- Music Station Super Live (24 novembre 2004)
- Best Hits Prizegiving (27 novembre 2004)
- FNS Kayousai '04 (1er décembre 2004)
- Best Artist (15 décembre 2004)
- 37th Nihon Yusentaisyo (18 décembre 2004)
- 46th Japan Record Taisho (31 décembre 2004)
- 55th Kouhaku (31 décembre 2004)
- CDTV SP (31 décembre 2004)
- Love Songs (17 février 2007)
- Music Fair 21 (31 mars 2007)
- Hey! Hey! Hey! SP (2 avril 2007)
- Music Japan (6 avril 2007)
- Music Station SP (6 avril 2007)
- Music Lovers (26 avril 2007)